# Кравец, Павел Леонтьевич
Павел Леонтьевич Кравец (16 февраля 1913, село Беловодское, Павлодарский уезд, Семипалатинская область, Степное генерал-губернаторство, Российская империя — неизвестно, Павлодар, Казахская ССР) — управляющий фермой молочного совхоза «Кайманачихинский» Министерства совхозов СССР, Иртышский район, Павлодарская область, Казахская ССР. Герой Социалистического Труда (1949).

## Биография
Родился в 1913 году в крестьянской семье в селе Беловодское Павлодарского уезда (сегодня — Иртышский район Павлодарской области). С 1929 года трудился рабочим в совхозе «Северный», в последующие годы: учётчик на ферме, председатель рабочего комитета совхоза «Кайманачихинский» Ирышского района (1932—1937), заместитель председателя Павлодарского обкома Союза рабочих мясомолочных промышленности, инспектор охрана труда (1938—1940), управляющий фермой № 3 совхоза «Кайманачихинский» (1940—1943). С 1943 по 1945 года служил в Красной Армии. Участвовал в Великой Отечественной войне. После демобилизации возвратился в родной совхоз, где продолжил возглавлять животноводческую ферму.
Труженики его фермы ежегодно показывали высокие трудовые результаты в животноводстве. В 1948 году на ферме вырастили при табунном содержании 63 жеребёнка от 53 кобыл. Указом Президиума Верховного Совета СССР от 3 декабря 1949 года удостоен звания Героя Социалистического Труда за «получение высокой продуктивности животноводства в 1948 году при выполнении совхозом плана сдачи государству продуктов животноводства и полеводства и выполнении государственного плана развития животноводства по всем видам скота» с вручением ордена Ленина и золотой медали «Серп и Молот» (№ 4948).
В 1954 году вышел на пенсию. Проживал в Павлодаре. Дата смерти не установлена (после марта 1985 года).
Награды
- Герой Социалистического Труда
- Орден Ленина
- Орден Отечественной войны 2 степени (11.03.1985)